# مروى
مروى (15 يوليو 1974 -) هي ممثلة ومغنية لبنانية-مصرية.

## عن حياتها
بدأت مسيرتها الفنية بإطلاقها لألبومها الغنائي الأول (إحترس)، ولكن الإنطلاقة الحقيقية لها كانت عندما أصدرت الألبوم الثاني (أمّا نعيمة) والذي حقق لها شهرة كبيرة في مصر والوطن العربي، . دخلت مجال التمثيل من خلال فيلم (حاحا وتفاحة) عام 2006، لتشارك بعدها في العديد من الأعمال والتي من أبرزها (سمارة، أيظن، دكتور أمراض نسا)، من أبرز أغنياتها (مطرب حمبولي، مشربش الشاي).

## أعمالها

### الألبومات
أحترس (2002)
- بحب روحك
- أينشتاين
- خد عيني
- تعبنا
- إحترس
- المكان
- بدي طير
- جيه وصالحني
- أبشر

أما نعيمة (2004)
- أما نعيمة
- إتدلع يا رشيدي
- اتدلع يا عريس
- طياره
- عيب يا مديحه
- عيني مالها
- ماشربش الشاي
- يا بهية
- يا لو ليا

شيل إيدك (2005)
- شيل إيدك
- الفرح
- اهدا يا واد
- ببلاش
- بدك مني
- حبيبي زعلان
- طق طق دوم دوم
- عايزة عريس
- مطرب حمبولي
- ياختي كاميلا

### الأفلام
- 2006: مهمة صعبة
- 2006: حاحا وتفاحة
- 2006: أيظن
- 2009: دكتور سيلكون
- 2010: أحاسيس
- 2010: بون سواريه
- 2013: تتح
- 2015: 4 كوتشينة
- 2016: اللي اختشوا ماتوا
- 2016: أبو شنب
- 2017: الفندق

### المسلسلات
- 2008: قصص بوليسية
- 2011: سمارة
- 2014: دكتور أمراض نسا
- 2016: زنوبيا والصمرقع
- 2021: 11 شارع النخيل

### المسرحيات
- 2006: ترا لم لم
- 2017: حريم السلطانة
- 2019: عبد الموجود ع الداون لوود

### فيديو كليبات
- 2003 : أما نعيمة
- 2004 : مشربش الشاي
- 2004 : مطرب حمبولي
- 2005 : شيل إيدك
- 2005 : ياختي كاميلا
- 2006 : الصراحة راحة
- 2007 : عايزة عريس
- 2007 : دونت دو ذس
- 2009 : نمرة واحد
- 2017 : بلاش مرحجة
- 2017 : هي كلمة
- 2021 : قلبي يا ناس

## وصلات خارجية
- مروى على موقع IMDb (الإنجليزية)
- مروى على موقع قاعدة بيانات الأفلام العربية
- مروى على موقع ميوزك برينز (الإنجليزية)
- مروى على موقع ديسكوغز (الإنجليزية)